# هنری کاول
هنری کاول (به انگلیسی: Henry Cowell) آهنگساز، نوازنده پیانو، نظریه‌پرداز موسیقی و آموزگار موسیقی آمریکایی سده بیستم، در ۱۱ مارس ۱۸۹۷ در منلوپارک، کالیفرنیا به دنیا آمد و در ۱۰ دسامبر ۱۹۶۵ در شادی، نیویورک درگذشت.
آثار او از تنوع بسیار زیادی برخوردارند و هرچند در زمان خود با بی‌مهری منتقدین که موسیقی او را « وحشی » میخواندند رویاروی بود اما امروزه نظریات او بسیار مورد توجه آهنگسازان نسل جدید قرار دارد. از میان شاگردان او می‌توان از جان کیج نام برد.
کاول که علاقه‌مند به موسیقی ایران نیز بود دو بار به ایران سفر کرد و مطالعات و آثاری در این زمینه داشت، از جمله «سوئیت ایرانی». بار آخر برای شرکت در کنگره جهانی موسیقی‌شناسی که در تهران تشکیل شد به ایران آمد.

## برخی از آثار
- در بزرگداشت ایران (Homage to Iran ) برای ویلن و پیانو
- مجموعه ایرانی (Persian Set ) برای ارکستر
- سمفونی‌ها
- چند چهارنوازی برای سازهای زهی
- کنسرتو برای هارمونیکا
- قطعاتی برای پیانو

## شنیدن آثار
- American Mavericks
- Art of the States
- youtube